# Xotidium heissi
Xotidium heissi – gatunek chrząszcza z rodziny kusakowatych, podrodziny łodzikowatych i plemienia Scaphisomatini.
Gatunek tan opisany został w 2016 roku przez Ryo Ogawę i Ivana Löbla. Jako miejsce typowe wskazano mieszany las dwuskrzydlowy w Kuala Belalong Field Study Centre. Epitet gatunkowy upamiętnia E. Heissa, który odłowił holotyp. Samica pozostaje nieznana nauce.
Chrząszcz o ciele długości około 1,3–1,4 mm, ubarwiony rudobrązowo, z wierzchu porośnięty rzadkim, delikatnym owłosieniem. Punktowanie ciała również ma rzadkie i delikatne. Czułki są żółtawobrązowe z czarniawymi członami od szóstego wzwyż. Odnóża mają barwę rudobrązową do brązowej, przy czym stopy są jaśniejsze niż pozostała ich część. Odległość między oczami jest podobna jak ich szerokość. Pokrywy są prawie tak długie jak szerokie, o bocznych brzegach ku tyłowi zwężonych i drobno piłkowanych. Powierzchnia bocznych części śródpiersia i hypomeronu jest gładka, natomiast boki zapiersia są delikatnie i rzadko punktowane. Anepisternum zatułowia jest czterokrotnie dłuższe niż szersze. Paramery są symetryczne, w części wierzchołkowej silnie rozszerzone, a woreczek wewnętrzny edeagusa zaopatrzony jest w wiciowaty skleryt o zakrzywionej nasadzie.
Owad orientalny, znany tylko z brunejskiego dystryktu Temburong i malezyjskiego stanu Sabah.